# Franz Xaver von Zwackh

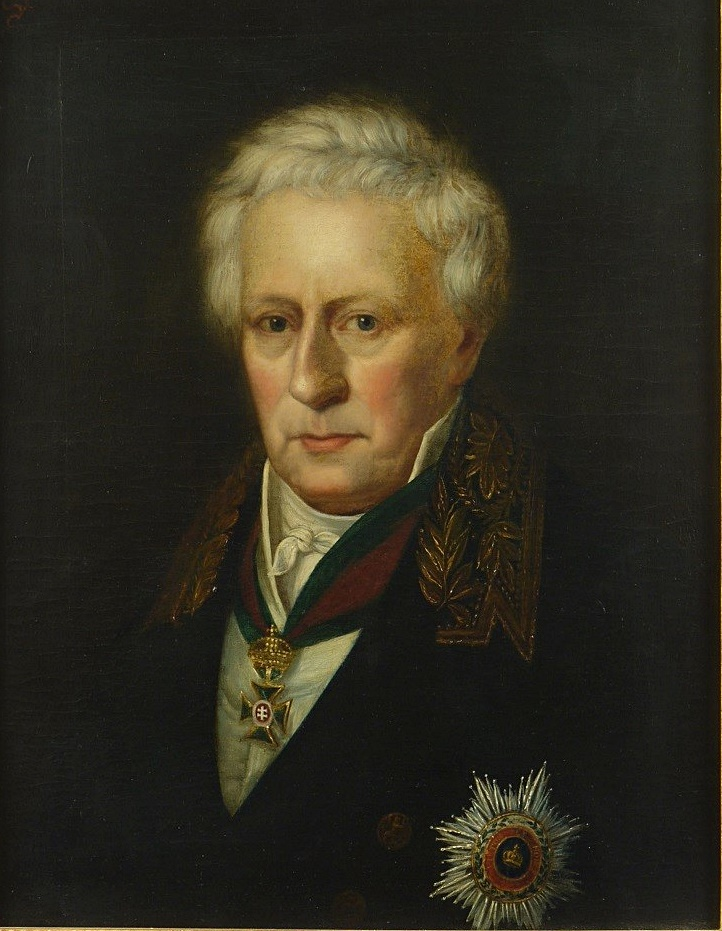
Franz Xaver von Zwackh

Franz Xaver von Zwackh (auch Zwack) auf Holzhausen (* 31. Oktober 1756 in Regensburg; † 7. November 1843 in Mannheim) war königlich-bayerischer Staatsrat und erster Regierungspräsident des bayerischen Rheinkreises in Speyer.

## Leben
Franz Xaver von Zwackh auf Holzhausen war der Sohn des 1809 in den erblichen Adels- und Ritterstand erhobenen kurbayerischen Direktors der Lottokasse Philipp von Zwackh, Landsasse auf Holzhausen. Sein jüngerer Bruder war der königlich-bayerische Geheimrat und Direktor des Oberappellationsgerichts in München Philipp von Zwackh auf Holzhausen.
Franz Xaver von Zwackh studierte von 1774 bis 1776 Rechtswissenschaften an der Universität Ingolstadt und wurde zum Dr. jur. promoviert. 1777 wurde er zunächst als  Kanzlist, dann als Lottosekretär in München angestellt. Im Jahr 1778 wurde er zum Hofrat ernannt, 1780 zum Zensurrat, 1782 zum Fiskalrat und Hofkammerrat.
Er gehörte seit Mai 1776 unter den Decknamen „Cato [Marcus Porcius]“, beziehungsweise „Danaus“ oder „Philipp Strozzi“ dem frisch gegründeten Illuminatenorden an. Hier wurde er – als ehemaliger Schüler Adam Weishaupts und dessen ‚rechte Hand‘ bis zum Eintritt Knigges – im Februar 1778 auch Mitglied des „Areopags“. 1778 trat er der Münchner Freimaurerloge Zur Behutsamkeit bei und wurde deren Siegelbewahrer. Außerdem war er Mitglied der Loge St. Theodor vom guten Rat.
1785 wurde er im Zusammenhang mit dem Verbot des Illuminatenordens in Bayern, zu dessen Gründern er gehörte, nach Landshut strafversetzt. Später floh der Aufklärer nach Augsburg und Wetzlar, 1786 nach Paris.
1787 wurde er Kanzleidirektor und geheimer Rat des Fürsten Friedrich III. zu Salm-Kyrburg. Einfluss und Stellung als Berater des Fürsten machte ihm der salm-kyrburgische Regierungs- und Hofkammerpräsident Ludwig von Welling streitig, der fortwährend gegen Zwackh intrigierte. Während der Französischen Revolution war Zwackh als Vertreter des Fürsten beim Reichskammergericht in Wetzlar tätig. Als Friedrich III. im Winter 1792/93 sein Fürstentum besuchte und die Leibeigenschaft, die Tote Hand, das Mortuarium und andere Adelsrechte aufhob, forderte Zwackh die Untertanen aller rheingräflichen Länder zur Treue an Kaiser, Reich und Grundherrschaft auf.
Ab 1798 war Zwackh Gesandter mehrerer reichsfürstlicher Häuser beim Rastatter Kongress, auch des minderjährigen Fürsten Friedrich IV. zu Salm-Kyrburg, dessen Rechte er bis 1810/1811 als Vormundschaftsrat und als „Oberleiter aller Verwaltungszweige seiner Staaten“ vertrat.
Unter dem bayerischen Reformminister Maximilian von Montgelas machte Zwackh erneut in Bayern Karriere. 1806 war er bevollmächtigter Minister Bayerns beim Rheinbund, 1815 bayerischer Gesandter bei den herzoglich-nassauischen Höfen. Im selben Jahr wirkte er als Hofkommissär der bayerisch-österreichischen Rheinischen Landesverwaltung in Speyer. Am 19. August 1816 wurde er zum ersten Regierungspräsidenten des bayerischen Rheinkreises (Rheinpfalz) ernannt. Wenige Monate später, am 16. März 1817, verlor er mit dem Sturz von Montgelas sein Amt und zog er sich ins Privatleben zurück. Seinen Ruhestand verlebte er in Mannheim.
Von Zwackh verfasste eine Reihe aufklärerischer und rechtshistorischer Schriften.
Der Name von Zwackhs wird in Verbindung gebracht mit der später üblichen Bezeichnung Zwockel für die in der Pfalz tätigen Beamten aus Altbayern.

## Ehrungen
- 7. Oktober 1812: Mitsamt seinen Geschwistern immatrikuliert in der Ritterklasse der bayerischen Adelsmatrikel.[2]
- 31. März 1816: Großkreuz des Zivilverdienstordens der bayerischen Krone[11]
- Kommandeur des k. k. österreichischen St.-Stephans-Ordens[7]

## Nachlass
- Landesarchiv Speyer, Bestand B1 (Nachlässe und Familienarchive) Nr. V 29 (Nachlass Franz Xaver Ritter von Zwackh auf Holzhausen). Katalogisat
- Stadtarchiv Mannheim: Vermögen des verstorbenen bayerischen Staatsrats Franz Xaver von Zwackh-Holzhausen und seiner Ehefrau Sophia, geb. Abel, darin auch vier Testamente des Franz Xaver von Zwackh. Katalogisat